# Jimmy O
Jimmy Jean Alexandre  (9 de marzo de 1982 – Puerto Príncipe, 12 de enero de 2010), más conocido como Jimmy O, fue un cantante de hip-hop haitiano, que vivió en Nueva York, su trágico fallecimiento lo sumó a la lista de fallecidos en el terremoto haitiano de 2010. Alexandre, junto con el arzobispo de Puerto Príncipe, son dos de las personalidades haitianas fallecidas durante la catástrofe sísmica.

## Carrera musical
Jimmy O. fue parte del grupo Barikad Crew que lo llevó a Wyclef Jean; otros tres miembros, Sean Walker Sénatus alias K-Tafalk, Junior Badio alias Déjavoo y Jhonny Emmanuel alias Dade murieron en junio de 2008 en un accidente automovilístico.

## Yéle Haiti
Jimmy O fue junto con Wyclef Jean miembro de la Fundación Yéle Haiti.

## Muerte
El músico haitiano Wyclef Jean reportó el 12 de enero de 2010 en la CNN que había recibido noticias de que Alexandre había fallecido en el terremoto de 7.0 en Puerto Príncipe.